# Tamar királynő repülőtér

A repülőtér

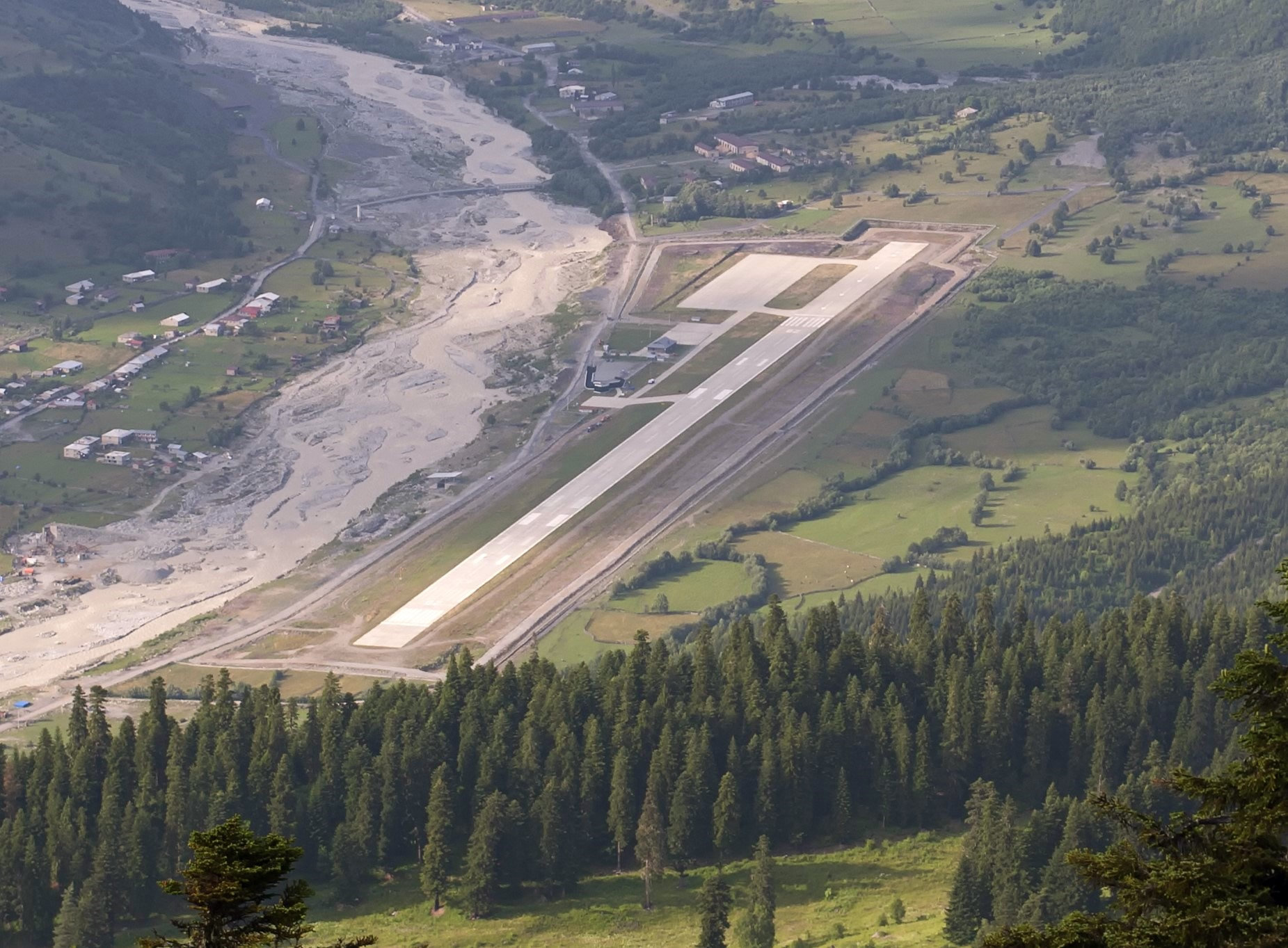
A kifutó

A Tamar királynő repülőtér (ICAO: UGMC) Grúzia egyik kisebb repülőtere, a Szamegrelo-Felső-Szvanétiben található Mesztia városában. A repülőtér I. Tamar grúz királynő nevét viseli. Üzemeltetője a Grúzia Egyesült Repülőterei nevű, állami tulajdonú cég.

## Légitársaságok és úti célok
| Légitársaság | Célállomások         |
| ------------ | -------------------- |
| Service Air  | Kutaiszi, Natakhtari |

## Statisztika
| Év   | Utasszám | Változás az előző évhez képest |
| ---- | -------- | ------------------------------ |
| 2010 | 045      | Állandó                        |
| 2011 | 4580     | 10,177,8%                      |
| 2012 | 2922     | 036,2%                         |
| 2013 | 0885     | 069,7%                         |
| 2014 | 1343     | 0151,8%                        |
| 2015 | 4465     | 0232,5%                        |
| 2016 | 4214     | 05,6%                          |

## Fordítás
- Ez a szócikk részben vagy egészben  a   Queen Tamar Airport című angol Wikipédia-szócikk ezen változatának fordításán alapul.  Az eredeti cikk szerkesztőit annak laptörténete sorolja fel. Ez a jelzés csupán a megfogalmazás eredetét és a szerzői jogokat jelzi, nem szolgál a cikkben szereplő információk forrásmegjelöléseként.